# 논댕군
논댕군은 나콘랏차시마주의 행정 구역이다. 이 지역의 총 인구 수는 2010년 기준으로 25명이다. 인구 밀도는 136.5km2이다.

## 행정 구역
| 1. | Non Daeng    | โนนแดง    |  |
| 2. | Non Ta Then  | โนนตาเถร  |  |
| 3. | Sam Phaniang | สำพะเนียง  |  |
| 4. | Wang Hin     | วังหิน      |  |
| 5. | Don Yao Yai  | ดอนยาวใหญ่ |  |